# Metilecgonina
La metilecgonina, o ecgonina metil ester (EME), es un alcaloide tropánico, un éster metílico y un compuesto amino terciario. Junta a la benzoilecgonina (BE o BZE), son metabolitos primarios resultado de la hidrólisis de la cocaína en el cuerpo humano. La ecgonina metil ester surge por hidrólisis enzimática del grupo éster ubicado opuesto al átomo de nitrógeno en la molécula de cocaína. Se ha detectado EME en orina y/o plasma después de la administración de cocaína en humanos , babuinos, conejos, ratas, gatos y cerdos. También es detectable en el sudor.
La metilecgonina se utiliza como un marcador principal para detectar en pruebas toxicológicas de orina si una persona ha usado clorhidrato de cocaína, pasta de cocaína o crack.  Es un compuesto interesante en la búsqueda de antídotos contra la cocaína y, potencialmente, como potenciador de la cognición en la enfermedad de Alzheimer.
Se ha encontrado en plantas como Datura stramonium y D. inoxia.

## Metabolito primario
La cocaína produce en el cuerpo dos metabolitos principales: ecgonina metil ester (EME) y benzoilecgonina (BE), que pueden sufrir una hidrólisis adicional a ecgonina (EC). La EME es un metabolito farmacológicamente que se forma en el plasma y en el hígado mediante la acción de la PChE y la carboxilesterasa tipo 2 (hCE2), respectivamente. La BE y la EME pueden sufrir una N-desmetilación adicional por el citocromo P450 (CYP), produciendo norbenzoilecgonina (NBE) y éster metílico de norecgonina (NEME), respectivamente.
Los metabolitos benzoilecgonina y ecgonina metil éster que representan un 45% y 40% del total de la cocaína consumida, respectivamente, y se encuentran en la orina en mayor concentración que la cocaína.

## Estudios
En un artículo publicado en 1997 en la revista Pediatric Research, se estudiaron los efectos cerebrales de una única inyección intravenosa de EME (2,5 mg/kg) en ocho ovejas neonatales (4 ± 2 días de edad) cateterizadas crónicamente y no anestesiadas. Se concluyó que la EME causa vasodilatación cerebral en ovejas neonatales y puede explicar, en parte, los efectos vasculares cerebrales de la cocaína.
En otro artículo científico publicado en 2020 en la revista Psychopharmacology, se presentó un estudio in vivo diseñado para explorar las propiedades de la EME, centrándose en su capacidad para mejorar la cognición en ratas de edad avanzada y con deterioro cognitivo por escopolamina. Se observó que la exposición aguda a EME atenúa el deterioro cognitivo en ratas jóvenes expuestas a escopolamina, y que revierte el deterioro cognitivo y la tigmotaxis en ratas mayores. Los hallazgos obtenidos en este proyecto podrían traducirse en mejoras significativas en el estado funcional de los pacientes si se replicaran en seres humanos. Por ejemplo, se anticipa que la EME podría contrarrestar los efectos negativos causados por la intoxicación con belladona o el síndrome anticolinérgico, e incluso ser útil en casos de sobredosis de cocaína. No obstante, se considera especialmente prometedor su potencial para favorecer funciones cognitivas como la memoria y el aprendizaje en personas con enfermedad de Alzheimer u otras formas de demencia, ofreciendo una ventaja frente a los inhibidores de la colinesterasa de acción central, cuyo efecto suele disminuir rápidamente en el uso clínico habitual.